# 10 Cloverfield Lane
Série Cloverfield
Cloverfield
(2008) The Cloverfield Paradox
(2018)
Pour plus de détails, voir Fiche technique et Distribution.
10 Cloverfield Lane est un thriller de science-fiction post-apocalyptique américain réalisé par Dan Trachtenberg et sorti en 2016. Il s'agit du deuxième film de la franchise Cloverfield. Le film est développé à partir d'un script intitulé The Cellar, mais avec l'arrivée de Bad Robot à la production, il a été désigné comme le successeur spirituel de Cloverfield (2008).
Il met en scène Mary Elizabeth Winstead dans le rôle de Michelle. Après un accident de voiture, la jeune femme se réveille enchaînée dans un bunker souterrain avec deux hommes, Howard et Emmet (John Goodman et John Gallagher, Jr.). Howard lui affirme qu'il leur a sauvé la vie à elle et à Emmet « d'une catastrophe à échelle mondiale », et que la planète est inhabitable. Ayant du mal à le croire, Michelle décide de s'enfuir par tous les moyens.
La narration du film adopte un point de vue externe au personnage, contrairement au film précédent, où l'on suivait l'histoire du point de vue du personnage, à la première personne. Il est sorti le 11 mars 2016 aux États-Unis et le 16 mars en France et dans toutes les autres salles de cinéma du monde entier. Le film a été acclamé par la critique, faisant les louanges de la performance du casting, et de l'atmosphère tendue et pleine de suspense du film. Au box-office, le film connaît un certain succès avec 110 millions de dollars de recettes mondiales.

## Synopsis
Après une dispute avec son fiancé, Michelle quitte la Nouvelle-Orléans. En conduisant à travers la Louisiane en pleine nuit, où des reportages radio signalent des pannes dans les grandes villes, la jeune femme est victime d'un accident de voiture, en étant percutée par un pick-up. Elle reprend conscience en se réveillant dans une salle en béton avant qu'un homme nommé Howard déverrouille la porte et lui annonce qu'il va la garder en vie. Après que Michelle a tenté de lui tendre vainement une embuscade, Howard lui explique qu'il lui a sauvé la vie en trouvant l'épave de sa voiture et en l'amenant chez lui, parce qu'une attaque massive éventuellement commise par les Russes ou les Martiens, a tué pratiquement tout le monde. Devant une Michelle dubitative, il lui dit de ne pas quitter son bunker souterrain à cause des retombées nucléaires ou chimiques qui empoisonneront l'air durant un ou deux ans.
Howard fait une visite guidée du bunker bien approvisionné à Michelle, puis rencontre Emmett, qui s'est rendu au bunker après la vision d'un flash lumineux à l'extérieur. Afin de prouver sa bonne foi, l'hôte amène la jeune femme vers la trappe de la porte où à travers une fenêtre montrant l'extérieur, elle aperçoit les cadavres de deux cochons. Michelle remarque également la voiture d'Howard et comprend que c'est ce dernier qui l'a percutée sur la route. Lors du premier dîner du trio, Michelle neutralise Howard et lui vole ses clefs pour ouvrir la trappe. Mais alors qu'elle est sur le point de s'enfuir, l'ancienne voisine d'Howard, Leslie, fait son apparition devant la porte. Souffrant de graves lésions cutanées, elle implore Michelle sans succès de la laisser entrer. Quand Leslie meurt, Michelle réalise qu'Howard dit vrai et rend les clefs à ce dernier. Howard avoue à Michelle qu'il a percuté sa voiture en panique afin de rentrer dans son bunker et s'est décidé à emmener la jeune femme. Au fil des jours, Howard s'ouvre en parlant de sa fille, et montre une photo de celle-ci à Michelle.
Au fil du temps, le trio parvient à s'adapter au monde souterrain, bien qu'Howard ait peu de tolérance envers Emmett et considère Michelle comme une petite fille. Quand le système de ventilation tombe en panne, Michelle grimpe à travers les conduits d'aération afin de le réparer, étant la seule pouvant s'y faufiler. Après avoir rétabli la ventilation, elle remarque une seconde trappe menant à l'extérieur, fermée avec un cadenas et avec l'inscription « HELP » gravée de l'intérieur sur la fenêtre et une paire de boucles d'oreilles ensanglantée. Michelle montre les boucles d'oreilles et la photo à Emmett sur laquelle la fille porte les mêmes. Emmet affirme alors que la photo n'est pas celle de la fille d'Howard mais celle d'une femme de la région disparue deux années auparavant. Ils le soupçonnent de l'avoir enlevée et assassinée. Comprenant qu'ils sont davantage en danger à l'intérieur, Michelle et Emmett décident de fabriquer une combinaison Hazmat improvisée afin de fuir du bunker et obtenir de l'aide.
Howard remarque plusieurs outils manquants et se met à interroger ses deux invités en menaçant de les tuer à l'aide d'un bidon d'acide perchlorique. Emmett, afin de protéger Michelle, se dénonce en prétendant qu'il essayait de fabriquer une arme afin de récupérer le pistolet d'Howard et met hors de cause la jeune femme. Howard tue Emmett d'une balle dans la tête et continue d'être protecteur envers Michelle. Plus tard, quand il remarque la combinaison, Howard se met en colère, mais Michelle parvient à s'enfuir, passant devant le cadavre d'Emmett qui est en train de se dissoudre dans le bidon d'acide. Se retrouvant à nouveau face à Howard, Michelle donne un coup de pied dans le tonneau d'acide, Howard glisse et tombe dans le liquide, qui le brûle et provoque un incendie dans le bunker. Michelle parvient à prendre la combinaison et à s'échapper dans le système de ventilation. Elle parvient à détruire le cadenas, à sortir et à se rendre à l'extérieur, où elle remarque des oiseaux volant dans le ciel et se décide à enlever son biomasque. En regardant autour d'elle, elle aperçoit un engin flottant dans les airs, tandis que le bunker se met à exploser, tuant Howard et attirant l'attention de l'aéronef tentaculaire extraterrestre. Michelle est harcelée par une créature étrange et, après que l'engin a lancé un gaz vert, Michelle est obligée de remettre le biomasque. Elle trouve refuge dans le camion de Howard, mais les tentacules de l'aéronef l'attrapent et tentent de l'absorber. En trouvant les composants d'un cocktail Molotov, elle le jette sur l'aéronef. En explosant, les tentacules laissent retomber le camion, ce qui permet à Michelle de survivre.
Michelle quitte les lieux à bord de la voiture de Leslie, dont elle avait récupéré plus tôt les clés sur le cadavre de cette dernière, fauchant la boîte aux lettres où il est écrit : 10 Cloverfield. À la radio, elle entend que des efforts de résistance humaine ont réussi, informant les survivants d'évacuer vers le nord de Baton Rouge, alors que ceux qui sont en mesure d'aider médicalement ou pour le combat sont dirigés vers Houston. En route, Michelle décide de se diriger vers Houston, où des lumières se déplacent au-dessus de la ville et un aéronef extraterrestre plus grand vole à proximité.

## Fiche technique
Sauf indication contraire, les informations mentionnées dans cette section peuvent être confirmées par la base de données cinématographiques IMDb,  présente dans la section « Liens externes ».
- Titre original : 10 Cloverfield Lane
- Titres de travail : The Cellar et Valencia[1]
- Réalisation : Dan Trachtenberg
- Scénario : Josh Campbell, Matthew Stuecken et Damien Chazelle
- Musique : Bear McCreary
- Direction artistique : Ramsey Avery
- Décors : Michelle Marchand II
- Costumes : Meagan McLaughlin
- Photographie : Jeff Cutter
- Montage : Stefan Grube
- Production : J. J. Abrams et Lindsey Weber
  - Production déléguée : Bryan Burk, Drew Goddard et Matt Reeves
  - Coproduction : Bob Dohrmann et Ben Rosenblatt
- Sociétés de production : Bad Robot Productions et Paramount Pictures
- Sociétés de distribution : Paramount Pictures (États-Unis), Paramount Pictures France (France)
- Budget : 15 millions de dollars[2]
- Pays de production :  États-Unis
- Langue originale : anglais
- Format : couleur - 2,35:1 - caméras Red Epic Dragon
- Genres : science-fiction post-apocalyptique, thriller
- Durée : 103 minutes
- Dates de sortie[3] : 
  - États-Unis : 11 mars 2016
  - France : 16 mars 2016
- Classification :
  - États-Unis : PG-13 (les enfants de moins de 13 ans doivent être accompagnés d'un adulte - Accord parentale souhaitable)
  - France : Tout public avec avertissement lors de sa sortie en salles, mais déconseillé aux moins de 10 ans à la télévision.

## Distribution
- Mary Elizabeth Winstead (VF : Ingrid Donnadieu) : Michelle
- John Goodman (VF : Jacques Frantz) : Howard Stambler
- John Gallagher, Jr. (VF : Emmanuel Garijo) : Emmett DeWitt
- Maya Erskine : Darcy
- Mat Vairo : Jeremy
- Douglas M. Griffin : le chauffeur
- Cindy Hogan : Leslie, la voisine
- Bradley Cooper (VF : Jean Rieffel) : Ben (voix)
- Ryan Martin Dwyer : l'employé du Liquor Store (non crédité)

Source et légende : version française (VF) sur Doublage Séries Database

## Production

### Genèse et développement
Le projet est développé dans le plus grand secret, comme pour Cloverfield (2008). Le producteur J. J. Abrams explique que 10 Cloverfield Lane « a un lien de sang avec Cloverfield » (« a blood relative of Cloverfield »). Le film avait cependant été développé sous le titre The Cellar et n'avait initialement aucun lien avec Cloverfield. Il devait être produit par Insurge Pictures (en), filiale de la Paramount spécialisée dans les films à très petit budget. À la suite de la fermeture de la société, le film est alors « orphelin » et la Paramount décide de procéder à des réécritures du script, par Daniel Casey et Damien Chazelle, pour lier le film à Cloverfield.
L'acteur John Gallagher, Jr. explique « Etant donné que le titre n’est pas Cloverfield 2, on peut comprendre qu'il s'agisse d’une suite et d’un film en référence à une adresse : 10 Cloverfield Lane. Je peux tout révéler, c'est la suite de Cloverfield sortie en 2008" ». Le réalisateur ajoute : « C'est un film unique, qui n'est ni un prequel, ni une suite. Mais il s'inscrit dans le même esprit et le même ton que Cloverfield. Mais sans lien direct ».
C'est le premier long métrage de Dan Trachtenberg, connu avant cela pour des nombreux podcasts.

### Tournage
Le tournage a eu lieu du 20 octobre 2014 au 15 décembre 2014 à La Nouvelle-Orléans. À la suite de réécritures du script pour le lier à Cloverfield, des reshoots ont eu lieu en mars 2015 à La Nouvelle-Orléans et à Los Angeles.

## Sortie et accueil

### Dates de sortie et promotion
La première bande-annonce est révélée le 15 janvier 2016. Le film sort le 11 mars 2016 aux États-Unis et en France le 16 mars 2016.
À partir de la diffusion de la première bande annonce en janvier 2016, la société de production a lancé une campagne de marketing viral sous la forme d'un jeu en réalité alternée (ARG en anglais), plongeant les internautes à travers le scénario d'un père divorcé tentant d'entrer en contact avec sa fille. Ce scénario contextualise les quelques mois qui précèdent l'histoire racontée dans le film. Les bases de la campagne précédemment mise en œuvre avant le film Cloverfield ont été reprises, notamment avec le site internet de l'entreprise fictive à l'origine du forage qui a libéré les monstres. Certains internautes ont été les acteurs de ce jeu en découvrant des objets cachés (colis de survie, téléphone portable, etc.) dans plusieurs états des États-Unis.

### Critique
Sur Rotten Tomatoes, 90 % des 319 avis des critiques sont positifs, avec une note moyenne de 7,5/10. Le consensus critique du site se lit comme suit : "Intelligent, solidement conçu et palpable ment tendu, 10 Cloverfield Lane tire le meilleur parti de son cadre confiné et de sa distribution exceptionnelle - et suggère une nouvelle frontière pour le cinéma de franchise"." Selon Metacritic, qui a calculé un score moyen pondéré de 76 sur 100 sur la base de 43 critiques, le film a reçu "des critiques généralement favorables". Le public interrogé par CinemaScore a donné au film une note moyenne de "B-" sur une échelle de A+ à F.
En France, sur le site Allociné, la note moyenne du film pour les 20 critiques de presse française recensées est de 3,6 sur 5, et la note moyenne des critiques du public est de 3,6 sur 5.

### Box-office
| Pays ou région       | Box-office      | Date d'arrêt du box-office | Nombre de semaines |
| -------------------- | --------------- | -------------------------- | ------------------ |
| États-Unis et Canada | 72 082 998 $    | 2 juin 2016                | 12                 |
| France               | 465 675 entrées | 18 mai 2016                | 9                  |
| Mondial              | 110 216 998 $   | -                          | -                  |

10 Cloverfield Lane sort le 11 mars 2016 aux États-Unis dans 3 391 salles et démarre à la seconde place avec 24 727 437 $ de recettes lors de son premier week-end d'exploitation derrière Zootopie, déjà leader du box-office américain la semaine précédente, 68 % des spectateurs avaient majoritairement plus de 25 ans et étaient plutôt des hommes que des femmes (61 %). Bien qu'il s'agisse d'un bon démarrage, il fait moins bien que Cloverfield, qui à la même période avait totalisé 40 058 229 $ de recettes en 2008. Par la suite, 10 Cloverfield Lane ne sera pas distribué au-delà de 3 427 salles. Le long-métrage finit son exploitation en salles avec un résultat de 72 082 998 $, ce qui est un succès commercial si l'on compare ce chiffre à son budget, bien que relativement en baisse par rapport à Cloverfield, qui finit son exploitation à 80 048 433 $. 10 Cloverfield Lane ne connaît pas le même succès à l'international que son prédécesseur, puisqu'il affiche un résultat de 38 134 000 $de recettes, alors que Cloverfield a fait pratiquement deux fois mieux (90 715 593 $ de recettes). Il parvient à engranger un total de 110 216 998 $ de recettes mondiales.
Sorti dans 277 salles en France cinq jours après sa sortie américaine, 10 Cloverfield Lane ne connaît qu'un succès limité, démarrant à la cinquième place avec 262 590 entrées en première semaine, pour finir son exploitation avec 465 675 entrées.

## Distinctions

### Récompenses
- Hawaii Film Critics Society Awards 2017 : meilleur nouveau cinéaste

### Nominations
- Teen Choice Awards 2016 : meilleur film dramatique